# Jean-Chrysostôme Lacuée-Saint-Just
Jean-Chrysostôme Lacuée-Saint-Just est un homme politique français né le 31 juillet 1777 en la paroisse Saint-Étienne à Agen (Lot-et-Garonne) et décédé le 2 avril 1834  au château de Lamassas près de Hautefage-la-Tour dans l'arrondissement d'Agen (Lot-et-Garonne). Il est le dernier des trois enfants de Jean Chrysostôme de Lacuée (1747-1824), premier président de la Cour d'appel d'Agen, et de Marie Anne Douzon de Fontayral  , neveu de Jean-Girard Lacuée, frère de Gérard Lacuée et Marc Antoine Lacuée.
Entré à l'école navale en 1795, il devient sous l'Empire, auditeur puis maître des requêtes au Conseil d’État, administrateur général de la Marine au Portugal et intendant de l'armée d'Aragon. Il est créé baron d'Empire en 1810. Retiré dans ses propriétés sous la Restauration, il est conseiller général en 1831 et député de Lot-et-Garonne de 1833 à 1834, siégeant dans la majorité soutenant la Monarchie de Juillet. 

## Sources
- « Jean-Chrysostôme Lacuée-Saint-Just », dans Adolphe Robert et Gaston Cougny, Dictionnaire des parlementaires français, Edgar Bourloton, 1889-1891 [détail de l’édition]